# (12851) 1998 DT9
(12851) 1998 DT9 es un asteroide perteneciente al cinturón de asteroides, descubierto el 22 de febrero de 1998 por el equipo del JPL/GEODSS NEAT desde el Observatorio de Haleakala, Hawái, Estados Unidos.

## Designación y nombre
Designado provisionalmente como 1998 DT9 .

## Características orbitales
(12851) 1998 DT9 está situado a una distancia media del Sol de 2,131 ua, pudiendo alejarse hasta 2,384 ua y acercarse hasta 1,879 ua. Su excentricidad es 0,118 y la inclinación orbital 2,030 grados. Emplea 1136,50 días en completar una órbita alrededor del Sol.

## Características físicas
La magnitud absoluta de (12851) 1998 DT9 es 15,32. Tiene 2,164 km de diámetro y su albedo se estima en 0,377.